# Mesoleptus maurus
Mesoleptus maurus är en stekelart som beskrevs av Johann Ludwig Christian Gravenhorst 1829. Mesoleptus maurus ingår i släktet Mesoleptus och familjen brokparasitsteklar. Inga underarter finns listade i Catalogue of Life.